# Rhynchostele bictoniensis
Rhynchostele bictoniensis är en orkidéart som först beskrevs av James Bateman, och fick sitt nu gällande namn av Soto Arenas och Gerardo A. Salazar. Rhynchostele bictoniensis ingår i släktet Rhynchostele och familjen orkidéer. Inga underarter finns listade i Catalogue of Life.

## Bildgalleri

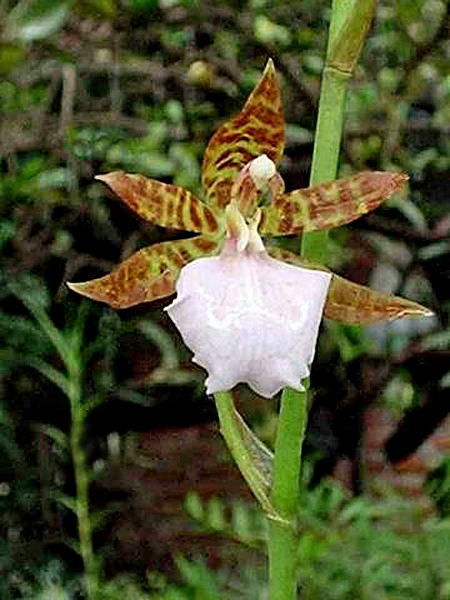
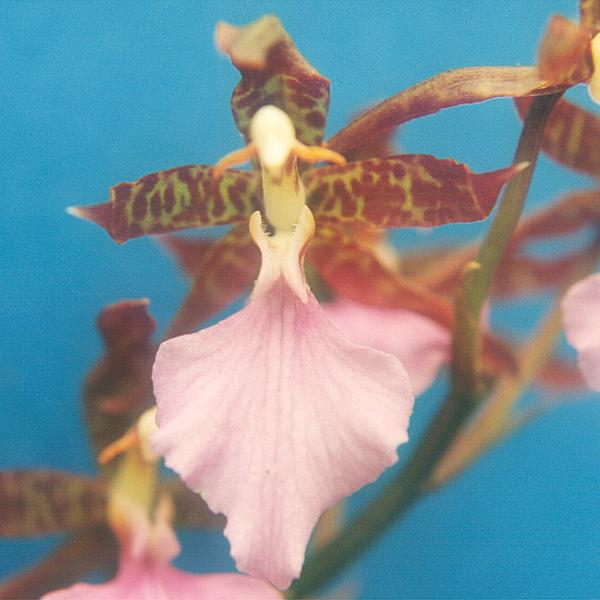
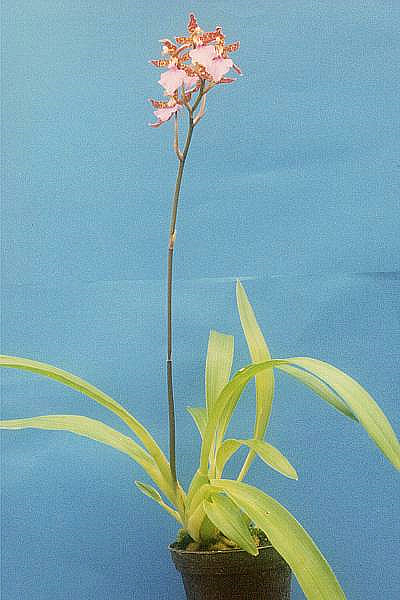
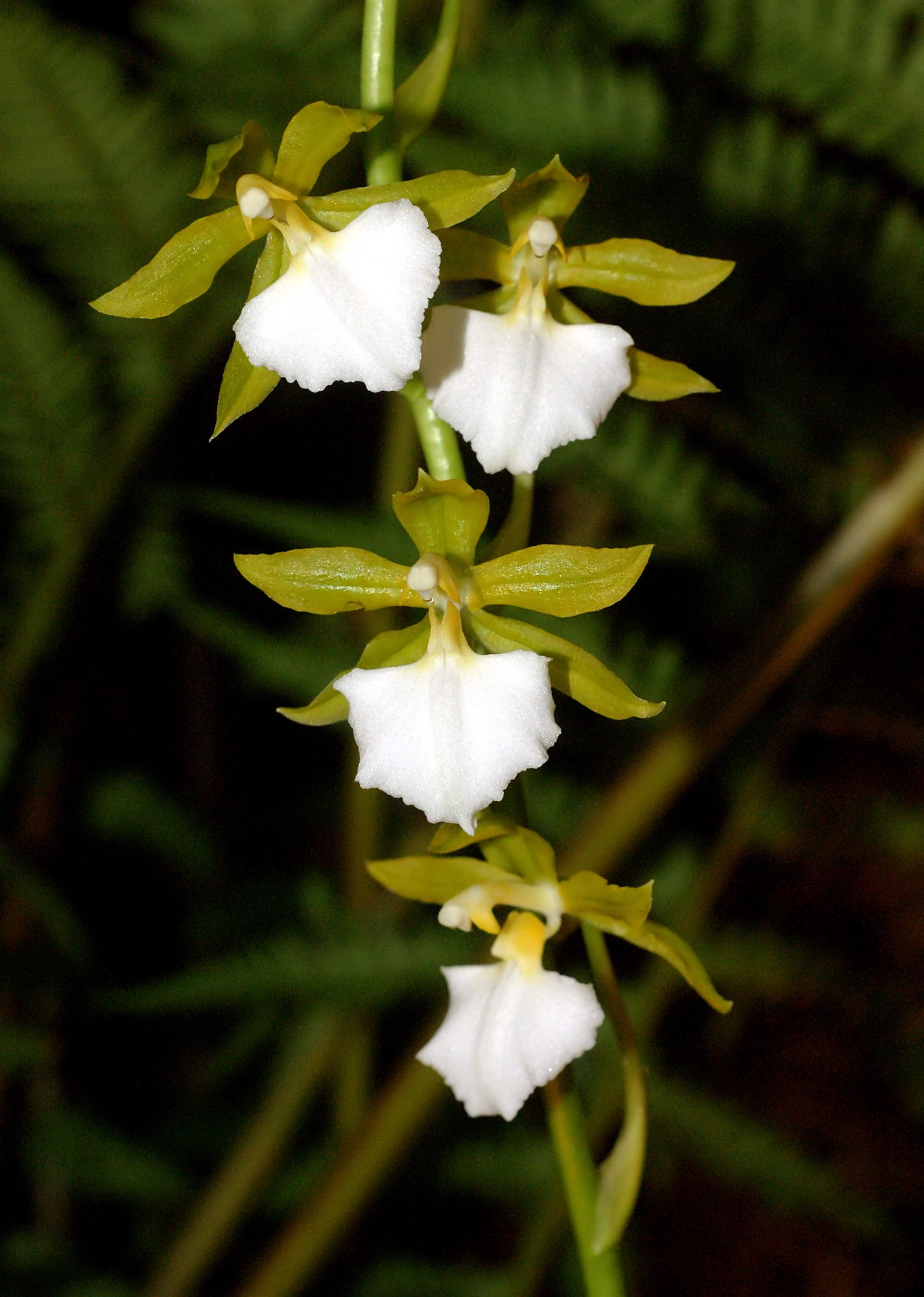
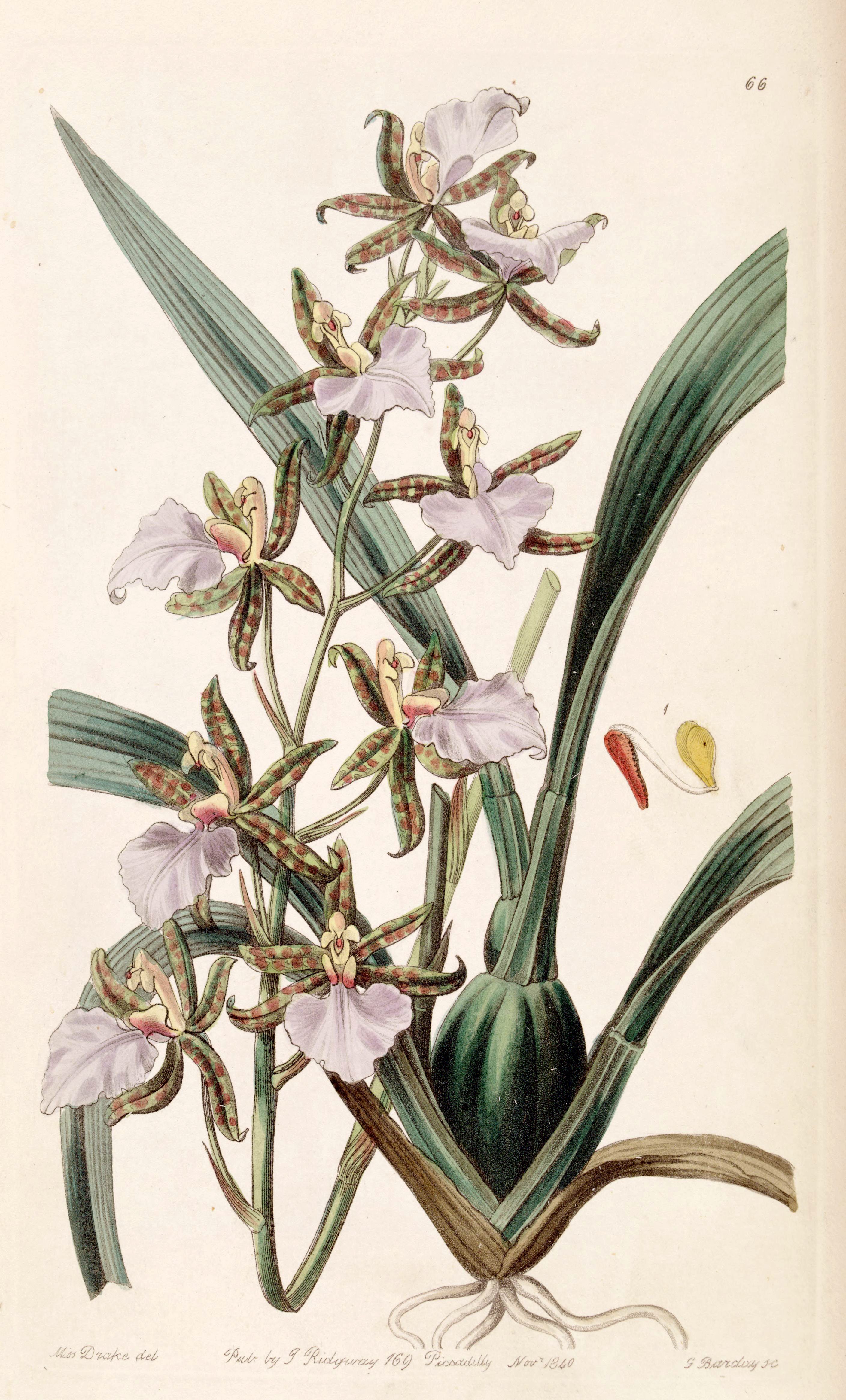
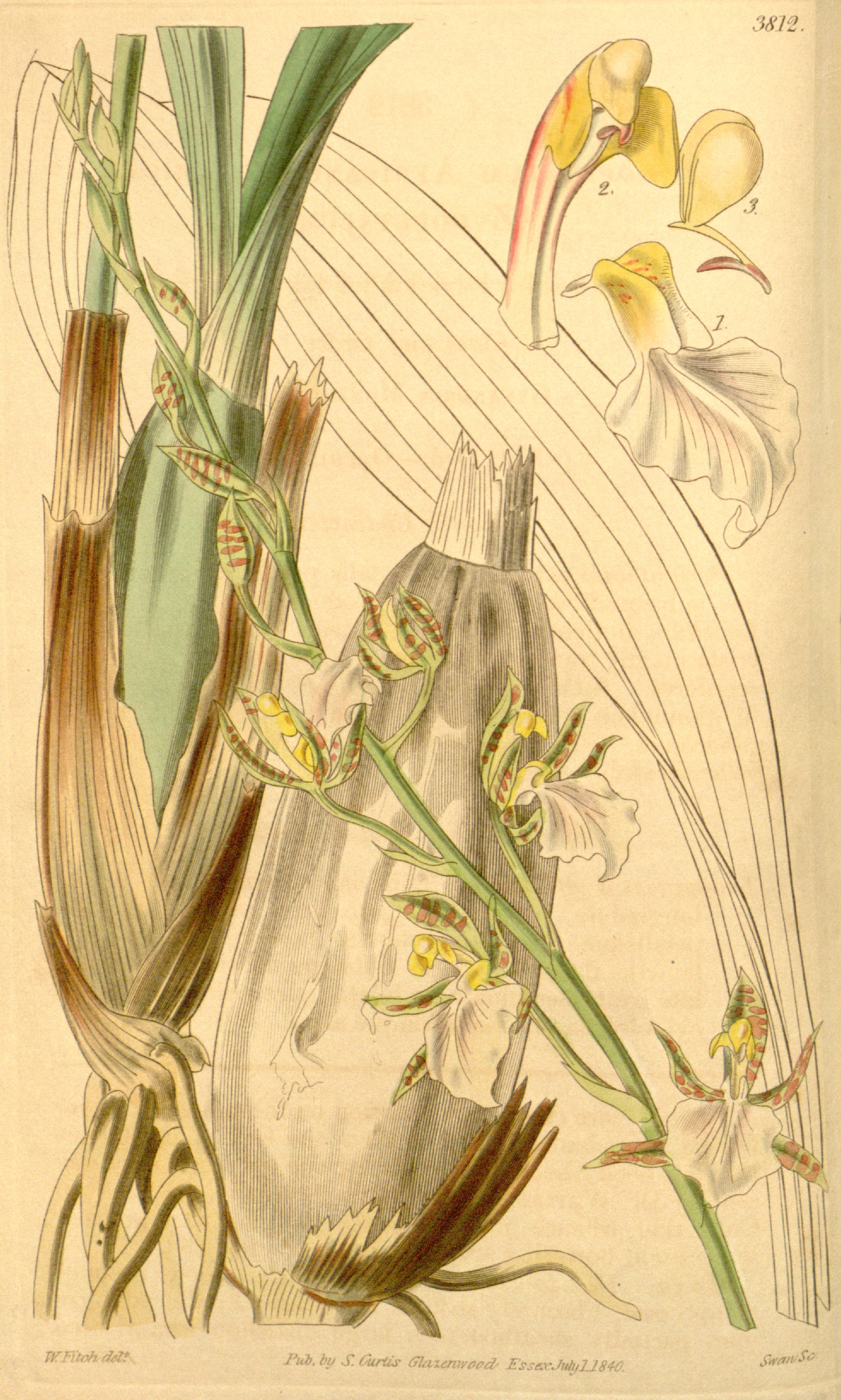